# جسی کیز
جسی کیز (انگلیسی: Jesse Keyes؛ زادهٔ ۱۵ دسامبر ۱۹۷۱) معمار منظر، و برنامه‌ریز شهری اهل ایالات متحده آمریکا است.
وی همچنین برندهٔ جوایزی همچون برنامه فولبرایت شده‌است.